# Margaret Edsbäcker
Alma Margaret Edsbäcker, född 10 mars 1920 i West Hartlepool i England, död 8 februari 1990 i Täby, var en svensk konstnär och keramiker.
Hon var dotter till skeppsredaren Nils August Donnér och Gwen Sidgewick-Wilson.
Edsbäcker studerade vid Edvin Ollers målarskola 1943–1944 och vid Isaac Grünewalds målarskola 1944–1946 samt under studieresor till bland annat Frankrike, Spanien, Skottland och Italien samt för Adelyne Cross-Eriksson. Hon var anställd som formgivare vid Söholm Stentöj fabrik på Bornholm. Hon har medverkat i samlingsutställningar sedan 1965 på ett flertal platser i Sverige och Danmark. Bland hennes offentliga utsmyckningar märks Täby kommunalhus, Djursholms slott och vid Danderyds skolor. Edsbäcker Donnér är representerad i Nacka kommun, Lidingö kommun och Täby kommun. Hon signerade emellanåt sin konst med signaturen Maggy. Hennes bildkonst består av blomsterstilleben, skördemotiv och fiskarstugor från Stockholms skärgård och väggreliefer i keramik.
Hon var mellan 1939 och 1975 gift med aktuarien Karl Arne Edsbäcker och de hade tre söner. Margaret Edsbäcker är begravd på Djursholms begravningsplats.